# OR2T12
OR2T12 (англ. Olfactory receptor family 2 subfamily T member 12) – білок, який кодується однойменним геном, розташованим у людей на короткому плечі 1-ї хромосоми.  Довжина поліпептидного ланцюга білка становить 320 амінокислот, а молекулярна маса — 35 946.
| 10         |  | 20         |  | 30         |  | 40         |  | 50         |
| ---------- |  | ---------- |  | ---------- |  | ---------- |  | ---------- |
| MEMRNTTPDF |  | ILLGLFNHTR |  | AHQVLFMMLL |  | ATVLTSLFSN |  | ALMILLIHWD |
| HRLHRPMYFL |  | LSQLSLMDMM |  | LVSTTVPKMA |  | ADYLTGNKAI |  | SRAGCGVQIF |
| FLPTLGGGEC |  | FLLAAMAYDR |  | YAAVCHPLRY |  | PTLMSWQLCL |  | RMTMSSWLLG |
| AADGLLQAVA |  | TLSFPYCGAH |  | EIDHFFCEAP |  | VLVRLACADT |  | SVFENAMYIC |
| CVLMLLVPFS |  | LILSSYGLIL |  | AAVLLMRSTE |  | ARKKAFATCS |  | SHVAVVGLFY |
| GAGIFTYMRP |  | KSHRSTNHDK |  | VVSAFYTMFT |  | PLLNPLIYSV |  | RNSEVKEALK |
| RWLGTCVNLK |  | HQQNEAHRSR |  |            |  |            |  |            |

A: Аланін

C: Цистеїн

D: Аспарагінова кислота

E: Глутамінова кислота

F: Фенілаланін

G: Гліцин

H: Гістидин

I: Ізолейцин

K: Лізин

L: Лейцин

M: Метіонін

N: Аспарагін

P: Пролін

Q: Глутамін

R: Аргінін

S: Серин

T: Треонін

V: Валін

W: Триптофан

Кодований геном білок за функціями належить до рецепторів, g-білокспряжених рецепторів, білків внутрішньоклітинного сигналінгу. 
Задіяний у такому біологічному процесі як поліморфізм. 
Локалізований у клітинній мембрані.